# Moriyama-ku
Pour les articles homonymes, voir Moriyama (homonymie).
Moriyama (守山区, Moriyama-ku) est l'un des seize arrondissements de la ville de Nagoya au Japon. Il est situé au nord-est de la ville.
En 2016, sa population est de 173 128 habitants pour une superficie de 34,01 km2, ce qui fait une densité de population de 5 090 hab./km2.

## Histoire
L'arrondissement a été créé en 1963 après que l'ancienne ville de Moriyama a été incorporée à Nagoya.

## Transport publics
L'arrondissement est desservi par plusieurs lignes ferroviaires :
- la ligne Chūō de la JR Central,
- la ligne Seto de la Meitetsu.